# 瑞士银行列表

## 系統重要性銀行

### 全球系統重要性銀行[1]
- 瑞银集团（UBS AG），于1998年由瑞士联合银行和瑞士银行公司合并而成。2015年底，其分行遍布超过50多个国家，全时员工达 60,099人，管理资产额共计至26,890亿瑞郎，是瑞士最大的银行。
- 瑞士信贷集团（Credit Suisse），于1856年成立。2015年底，其商业活动覆盖50多个国家，旗下全时员工 48,200人，掌管12,141亿瑞郎的财富，位居瑞士第二大银行。

### 國內系統重要性銀行[2]
- 苏黎世州银行（Zurich Cantonal Bank）
- 沃州银行（Banque cantonale vaudoise）
- 瑞福森銀行（英语：Raiffeisen (Switzerland)）（Raiffeisen），自1899年开设以来，至2015年在瑞士拥有270家分行、977个办公地点、全时员工9,286 人，经营客户资产2,088.56亿瑞郎，是瑞士的第三大银行集团。
- PostFinance

## 瑞士顶级银行
- 寶盛集團（Julius Baer Group）
- 冯托贝尔银行（Vontobel）
- 百達集團（Pictet Group）
- 倫巴第奧迪爾銀行（英语：Bank Lombard Odier & Co）（Lombard Odier）
- J·薩法爾沙辛（J. Safra Sarasin）
- 瑞联银行（Union Bancaire Privee）
- 盈豐國際集團（EFG International）

## 外部連結
- Directory of Authorized Banking Institutions licensed by FINMA （页面存档备份，存于）.
- Foreign Banks in Switzerland Association （页面存档备份，存于）